# ТЭЦ Чехница
ТЭЦ Чехница – теплоэлектроцентраль на юго-западе Польши в городе Сехнице, которая обслуживает расположенный рядом крупный город Вроцлав.
В 1911 году в Сехнице запустили первые две турбины мощностью по 2 МВт. В 1915 году к ним добавили третью с показателем 4,2 МВт, а через три года стала действовать четвертая мощностью 8,75 МВт.
В начале 1920-х годов построили котельню № 2 с восемью котлами и в 1922 году ввели две турбины по 9 МВт, после чего общая мощность действующего оборудования превысила 30 МВт.
В 1927 году построили котельню № 3 с 11 котлами и дымоходом высотой 110 метров, что позволило добавить турбину с показателем 30 МВт. В конце 1930-х годов очередной агрегат довел общую мощность станции до 75 МВт.
Во время Второй мировой войны на станции начался очередной этап расширения, в ходе которого добавили два котла, построили дымоход высотой 135 метров и успели ввести в эксплуатацию две паровые турбины. В начале 1945 года на ТЭС работали 13 котлов и семь агрегатов (турбина № 4 была повреждена) общей мощностью 120 МВт, еще одна турбина мощностью 40 МВт находилась на этапе завершительной сборки. Хотя в конце января ТЭС попала под артиллерийский обстрел, однако ее расположение за пределами Бреслау спасло от значительных повреждений во время последующей 2,5-месячной битвы за город. Однако вскоре большую часть оборудования вывезли в СССР, при этом во время отправки последнего генератора от его веса обрушился пролет железнодорожного моста над Одером.
Полякам, которым по послевоенному урегулированию передали Силезию, на ТЭС Чехница достались только турбина № 3 мощностью 4,2 МВт и поврежденная турбина № 4. После некоторых восстановительных работ станция проработала до 1952 года, когда остановилась из-за повреждения генератора.
В 1955–1956 годах на площадке запустили два энергоблока новой ТЭС, при этом использовали построенные немцами здания машинного зала, центрального мельницы и насосной станции (их стоимость оценивалась в 15 % стоимости всего объекта). Каждый блок имел два пылеугольных паровых котла ОР-130, одну турбину чешского Первого Бренского машиностроительного завода мощностью 55 МВт и генератор Skoda.
В 1961 году запустили еще одну турбину того же производителя мощностью 32 МВт, питание которой организовали путем модернизации имеющегося котельного оборудования.
В 1982 и 1983 годах турбины обоих блоков заменили на теплофикационные типа 7C50 производства ельблонгской компании Zamech мощностью по 50 МВт, что позволило преобразовать объект в теплоэлектроцентраль и подключить его к системе центрального отопления Вроцлава.
В 2007 году самый маломощный агрегат № 3 вывели из эксплуатации. А в 2010 году котел № 2 модернизировали с использованием технологии пузырькового кипящего шара до уровня BFB-100, после чего перевели его на сжигание биомассы.
На данный момент тепловая мощность каждого блока составляет 123,5 МВт.
Станция продолжает использовать дымоходы высотой 110 и 135 метров.
Забор воды для охлаждения осуществлялся из реки Олава, пока в 1967 году не построили насосную станцию на Одере.